# 明故宮
明故宮（みんこきゅう）は、中国の南京市にある明代初期の宮城である。

## 歴史
1368年に完成。南京城の東寄りに位置していた。
1421年、永楽帝の時代に北京へ遷都されるまで明朝の皇宮として使用された。15世紀以降、宮殿群は落雷などでたびたび火災に見舞われたが、再建されなかった。
1912年に中華民国が設立され、南京を首都と定めて、中国初の近代的都市計画ーー「首都計画」を立案した。これは、南京を中国最先進の都市に改造するという構想だった。明故宮付近は行政地区として計画されていたが、第二次世界大戦と国共内戦のため、計画は実行されなかった。国民党は内戦に敗れ台湾に退却した。
1951年以降、中華人民共和国は遺跡公園として整備を進めた。

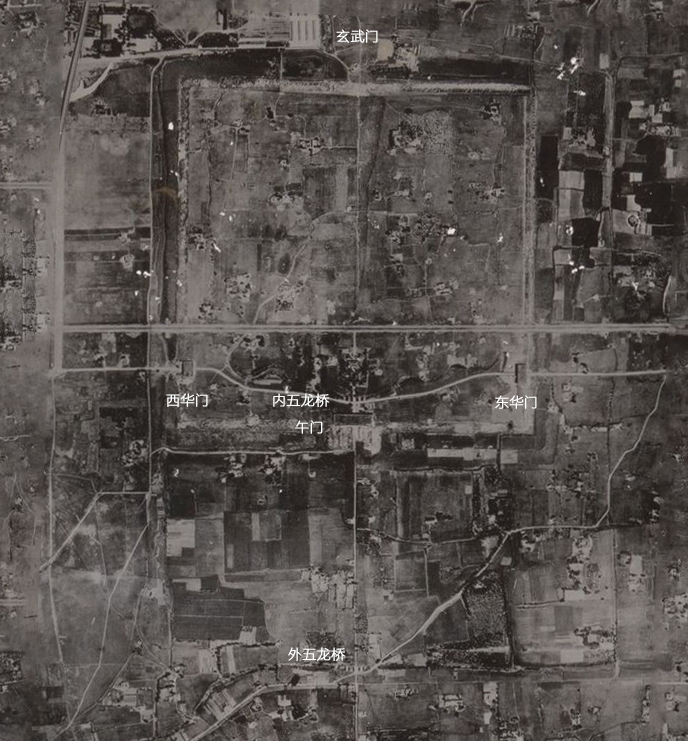
南京明故宮空中写真（1930年）

現在、公園は地元住民の憩いの場となっており、観光客で賑わっている。
明故宮の遺跡は、午門、東華門、西安門、金水川、金水橋（五龍橋）、柱の基礎、碑文などが残っている。午門の2つの辺門は中華民国時代に取り壊され、木造の建物は失なわれており、柱の基礎だけが残っている。 明故宮の中央の3つの宮殿の場所は明故宮遺跡公園と呼ばれ、午門、金水橋、奉天門遺物の周辺は午朝門公園と呼ばれている。明故宮の周辺地域には南京航空航天大学、南京軍区档案館、中国第二歴史档館などが立地している。

明故宮の今
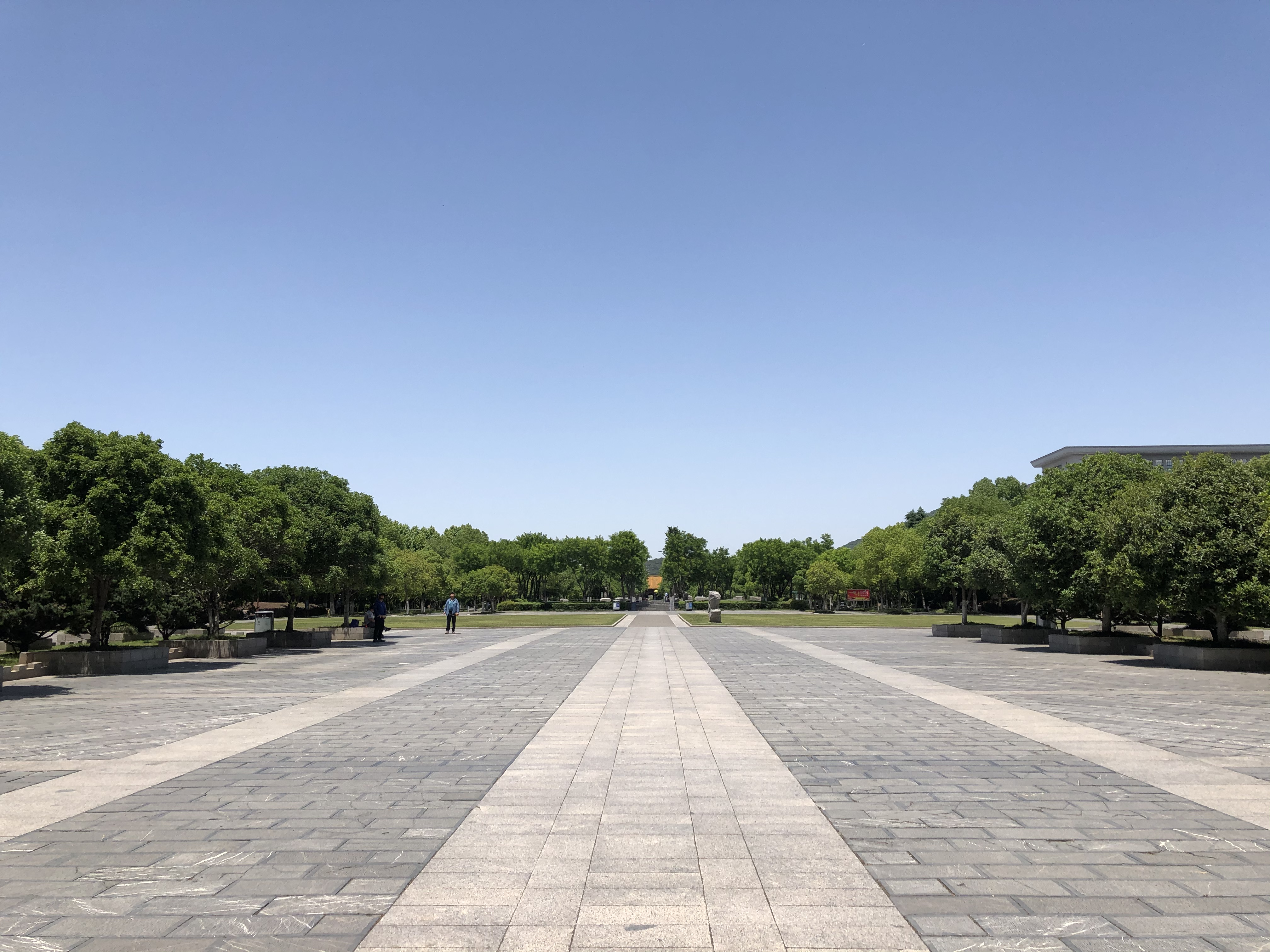
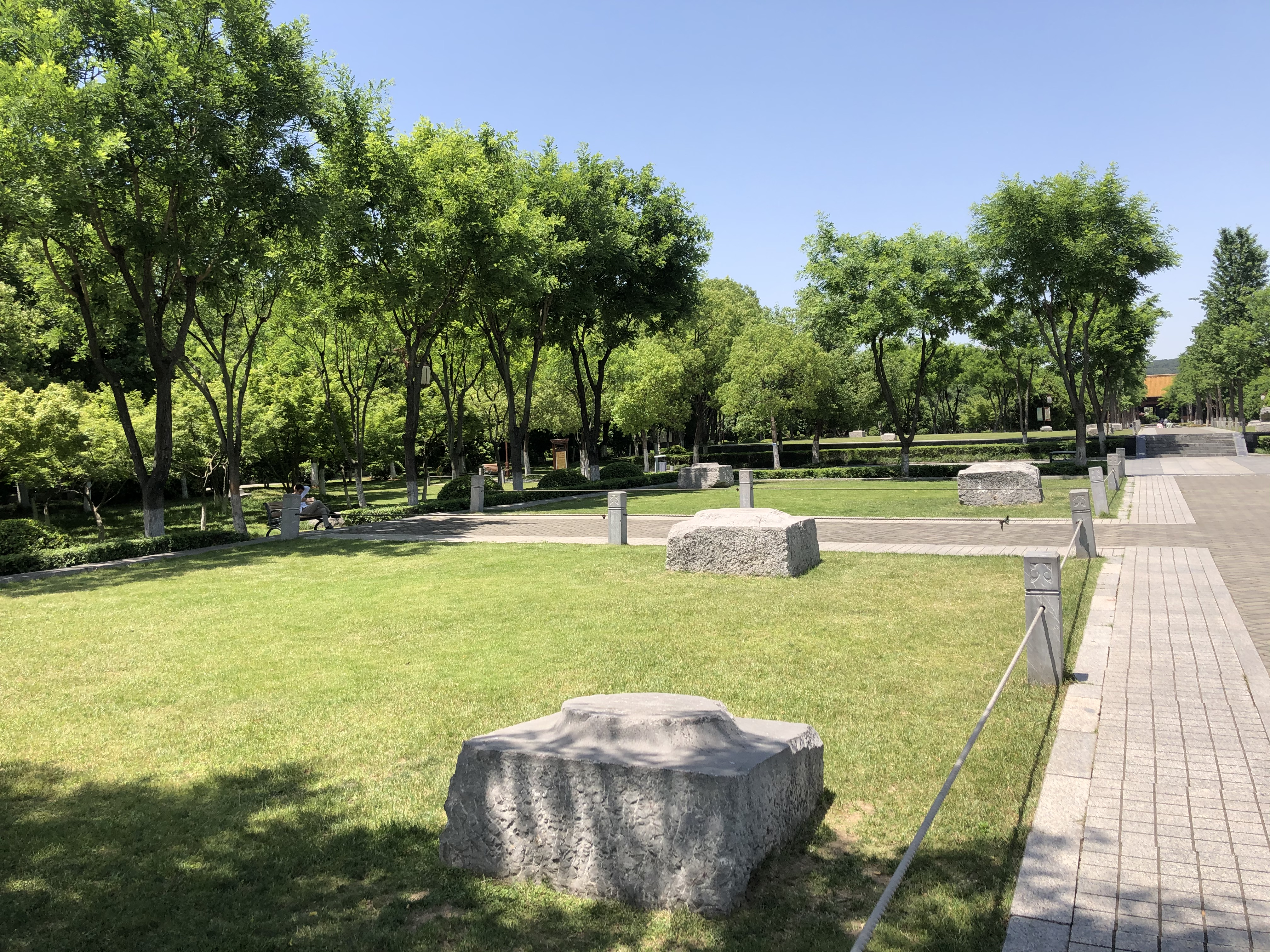
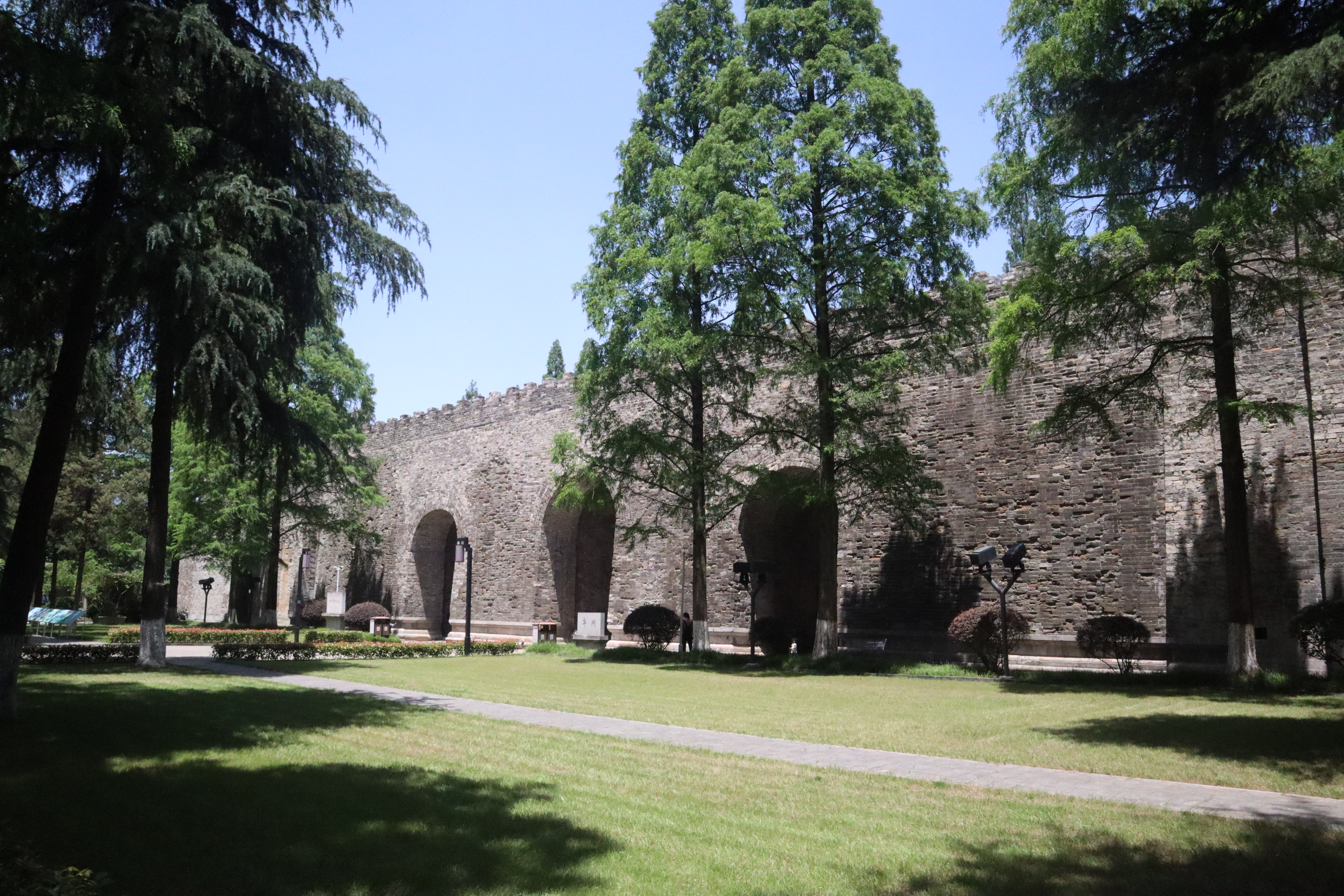
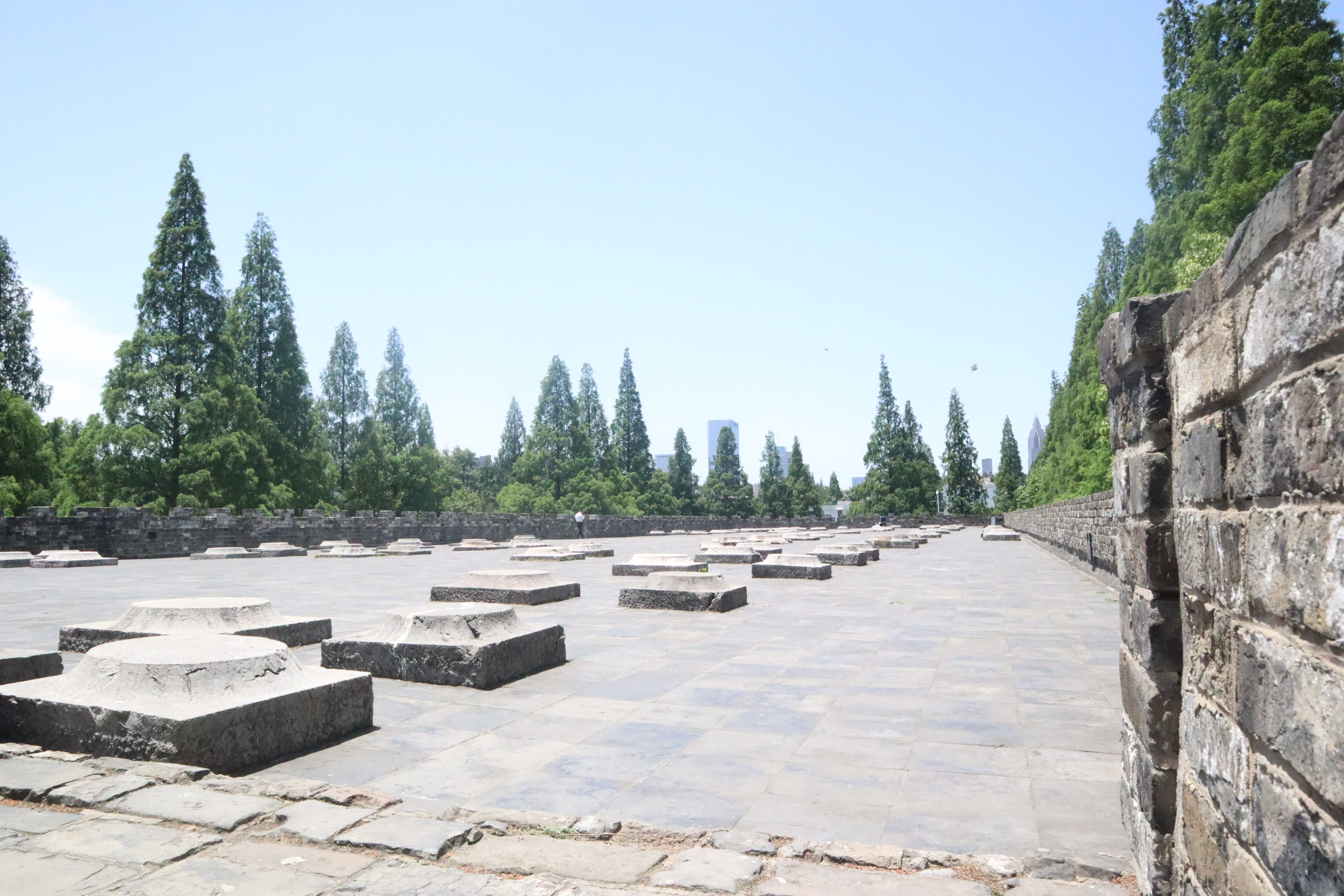
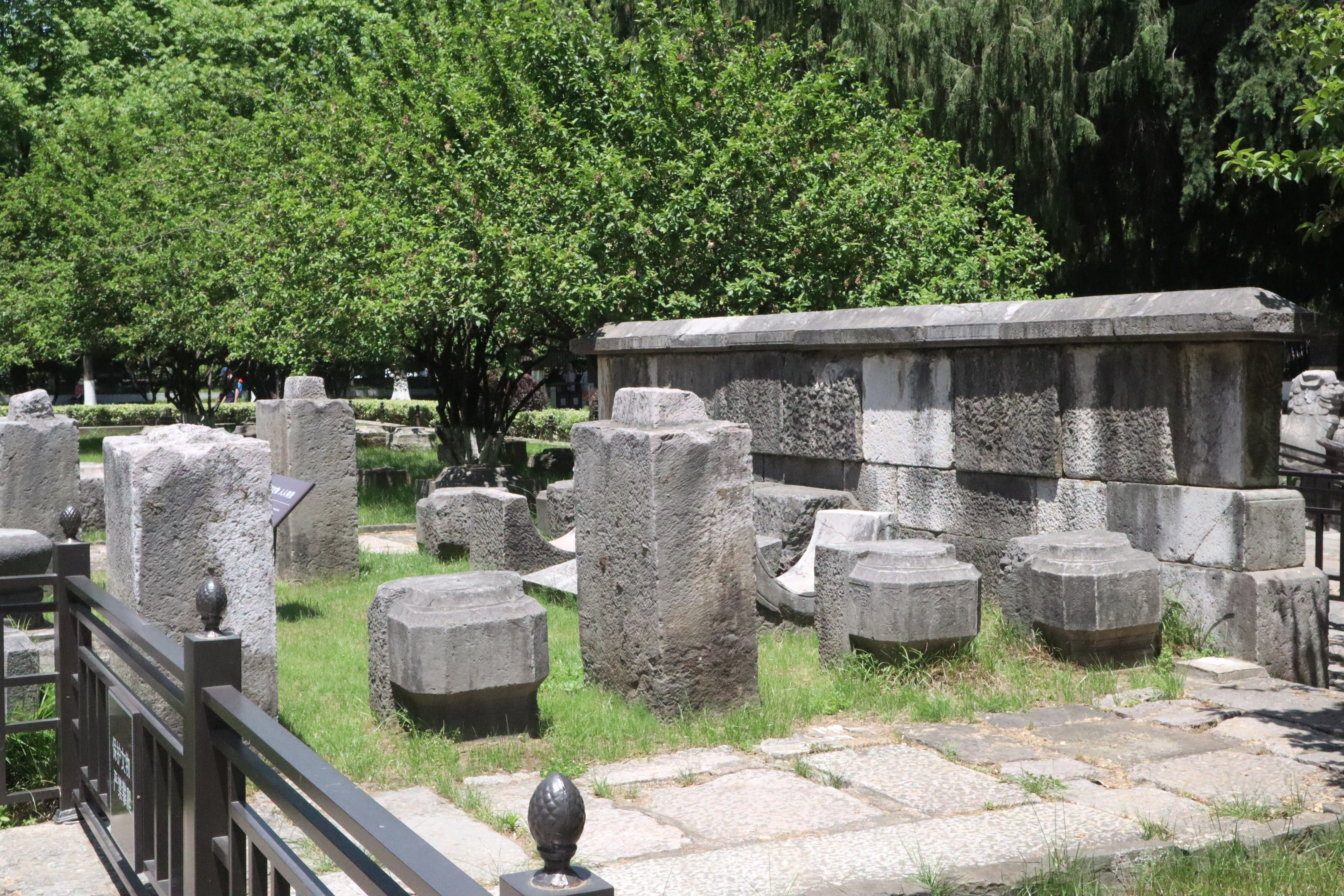
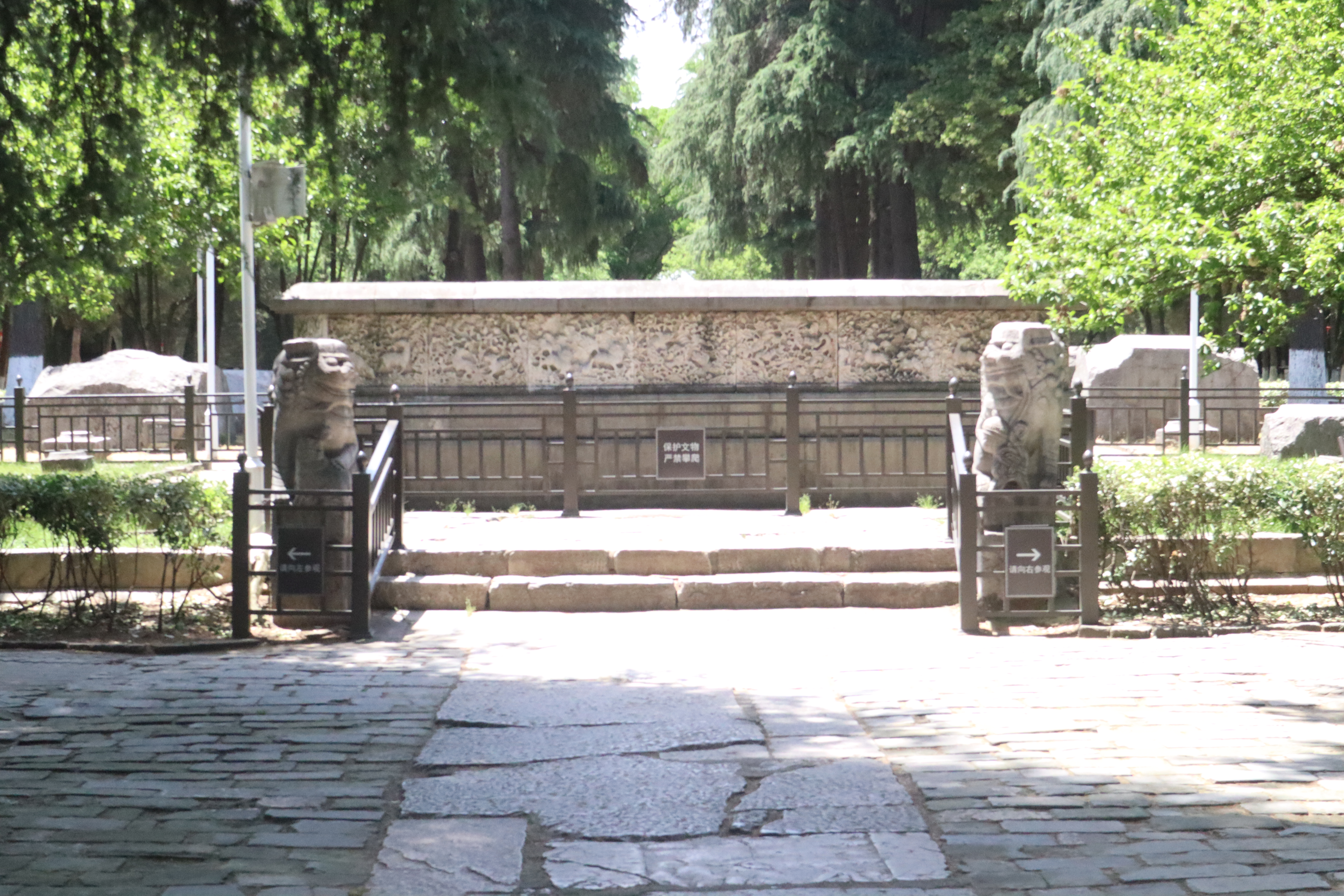
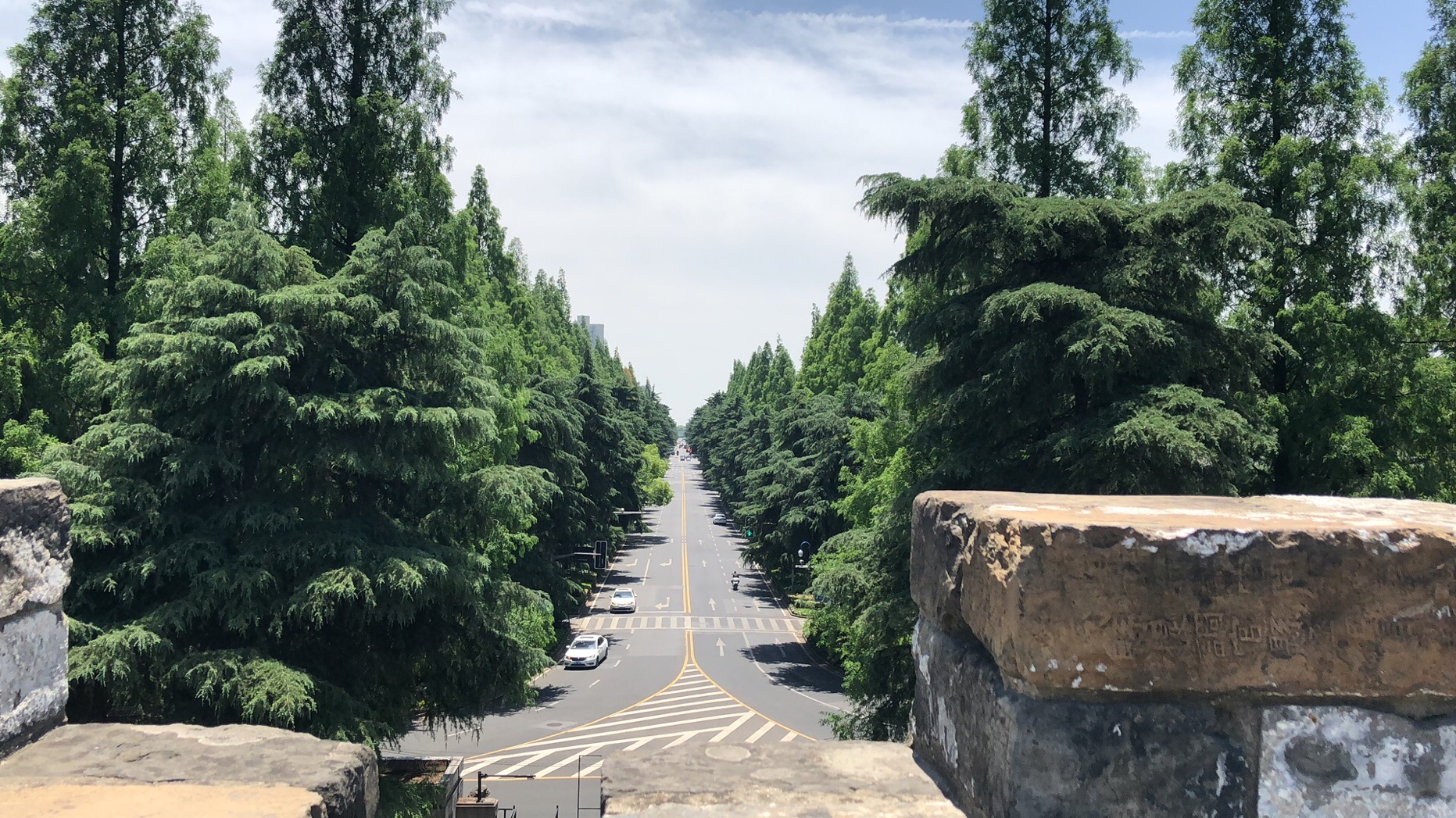